# Estação Meio da Serra
A Estação Meio da Serra era uma pequena estação intermediária do sistema de cremalheiras na divisa entre os municípios de Magé e Petrópolis. Os trens só paravam nela caso houvesse passageiros querendo subir ou descer. Foi inaugurada em 20 de fevereiro de 1883 como parte da Estrada de Ferro Príncipe do Grão Pará, e encampada em 1890 pela Estrada de Ferro Leopoldina, fazendo parte da chamada Linha do Norte.
Com a desativação da linha entre Vila Inhomirim e Três Rios, a estação foi fechada em 5 de novembro de 1964, sendo então abandonada. Os trilhos foram posteriormente retirados. Hoje, desfigurada e favelizada, serve de moradia a um particular. Uma das faces apresenta o dístico cortado.